# Showgirl (álbum de vídeo)
Showgirl é um DVD da cantora australiana Kylie Minogue. Foi gravado durante a Showgirl: The Greatest Hits Tour em 6 de maio de 2005 no Earls Court Exhibition Centre em Londres, Reino Unido, e lançado em 28 de novembro de 2005. Antes de seu lançamento comercial, o show foi exibido no canal de televisão britânico Channel 4, e no canal australiano Network 10. Além do concerto na íntegra, o DVD também incluiu o documentário "Behind the Feathers", protetores de tela e fotografias exclusivas. Showgirl foi nomeado na categoria "Melhor DVD de Música" no ARIA Music Awards de 2006, perdendo para o DVD da banda Eskimo Joe.

## Lista de faixas
1. "Overture"
2. "Better the Devil You Know"
3. "In Your Eyes"
4. "Giving You Up"
5. "On a Night Like This"
6. "Shocked"
7. "What Do I Have to Do"
8. "Spinning Around"
9. "In Denial"
10. "Je ne sais pas pourquoi"
11. "Confide in Me"
12. "Red Blooded Woman" / "Where the Wild Roses Grow"
13. "Slow"
14. "Please Stay"
15. "Over The Rainbow"
16. "Come into My World"
17. "Chocolate"
18. "I Believe in You"
19. "Dreams"
20. "Hand on Your Heart"
21. "The Loco-Motion"
22. "I Should Be So Lucky"
23. "Your Disco Needs You"
24. "Put Yourself in My Place"
25. "Can't Get You Out of My Head"
26. "Especially for You"
27. "Love at First Sight"

## Desempenho nas tabelas musicais
| Tabela musical (2005)                     | Melhor posição |
| ----------------------------------------- | -------------- |
| Austrália (ARIA Charts)                   | 1              |
| Áustria (Ö3 Austria Top 40)               | 6              |
| Bélgica (Ultratop 50 de Flanders)         | 10             |
| Espanha (Productores de Música de España) | 11             |
| Reino Unido (Official Charts Company)     | 2              |

| País (Empresa)    | Certificação |
| ----------------- | ------------ |
| Austrália (ARIA)  | 4× Platina   |
| França (SNEP)     | Ouro         |
| Reino Unido (BPI) | 2× Platina   |